# Cnaeus Domitius Ahenobarbus (Kr. e. 32)
Cnaeus Domitius Ahenobarbus (? – Actium környéke, Kr. e. 31) római politikus, hadvezér, az előkelő, plebeius származású Domitia gens Ahenobarbus-ágához tartozott. Édesapja, Lucius, Kr. e. 54-ben consul volt, fia, Lucius pedig Kr. e. 16-ban nyerte el a legmagasabb rangot.
Már fiatalon, Kr. e. 49-ben részt vett Caesar és Pompeius polgárháborújában: a Caesarnak ellenállni kívánó apja magával vitte Corfinium városába. Később a pharszaloszi csatában is jelen volt, ahol apja életét vesztette. Bár nagyobb szerepet nem vállalt az eseményekben, csak Kr. e. 46-ban tért vissza Itáliába, amikor Caesar megkegyelmezett neki. Nem tudni, hogy a dictator elleni merényletnek részese volt-e, bár egyes ókori szerzők emellett kardoskodnak, és az is igaz, hogy Kr. e. 44-ben követte Brutust Macedoniába, és a Kr. e. 43-as lex Pedia elítélte, mint a gyilkosok egyikét.
Kr. e. 42-ben ötven hajó parancsnoka volt, és a philippi csata első napján tönkreverte Cnaeus Domitius Calvinus Brundisiumból kihajózó, Octavianusnak és Marcus Antoniusnak utánpótlást szállító flottáját. Miután a republikánus erők elbuktak, ő mindenkitől függetlenül hetven hajó és két legio élén saját háborúba kezdett a Jón-tengeren. Miután két évig dúlta a partokat, Kr. e. 40-ben kibékült Antoniusszal. Ez kiváltotta Octavianus felháborodását, mire a triumvirtársa biztos távolságra, Bithynia provinciába helyezte Ahenobarbust.
A szicíliai vizeket uraló Sextus Pompeiusszal Kr. e. 39-ben kötött békében Antonius garantálta Ahenobarbus biztonságát, sőt a Kr. e. 32. év consuli rangját is lefoglalta a számára. A biztonság kedvéért a hajdani flottaparancsnok Kis-Ázsiában maradt hosszú ideig, és még Antonius kudarcba fulladt pártus hadjáratában is részt vett (Kr. e. 36). Kr. e. 32-ben megállapodás szerint elfoglalta a consuli hivatalt, azonban Octavianus és Antonius hamarosan bekövetkező nyílt szakítása után gyorsan Ephesusba menekült. Octavianus proscribáltatta Cnaeust a szökés után. Cnaeus Ephesusban követelte pártfogójától, hogy távolítsa el a szintén jelen levő Kleopátrát a hadvezetésből, ám erre Antonius nem volt hajlandó. A hadvezér viselkedésétől megundorodott katonák már-már Ahenobarbust tették volna meg parancsnokuknak, ő azonban megelőzte őket: ott hagyta az egész pártot.
Elfogadva Octavianus békejobbját, nem sokkal az actiumi csata előtt csatlakozott Octavianushoz, ám az ütközetben betegsége miatt nem vehetett részt. Néhány hét múlva Itáliában meghalt. Suetonius mint családjának legjobbjáról emlékszik meg róla.